# Potres u Cariacu 1997.
Potres u Cariacu 1997. bio je katastrofalni potres momentne magnitude 6,9 koji se dogodio 9. srpnja 1997. godine pokraj mjesta Cariaco na sjeverozapadu Venezuele. Također, potres se osjetio i na susjednom otočnom Trinidadu i Tobagu.
U toj tragediji poginula je 81 osoba te je došlo do prekida struje, vode i telefonskih veza.

## Vanjske poveznice
- El Observador Terremoto de Cariaco 1997